# Magne Furuholmen
Magne Furuholmen (Oslo; 1 de noviembre de 1962) es un músico noruego conocido, sobre todo, por ser el teclista del trío noruego a-ha, junto a Morten Harket y Paul Waaktaar-Savoy.

## Biografía

### Bridges
Magne y su amigo de la infancia Pål Gamst Waaktaar, desde siempre muy interesados por el mundo de la música, forman su primer grupo en 1979 al que llamaron Bridges. En 1980 lanzaron su primer LP, Fakkeltog, en la compañía Våkenatt sólo en Noruega. Se editaron 1000 copias del mismo, pero muy pocas fueron vendidas. El grupo incluía a Magne en sintetizadores, a Pål en guitarras y voz, a Viggo Bondi en el bajo y a Øystein Jevanord en la batería y la percusión. Todos los temas del álbum fueron escritos por Pål Waaktaar.

### Derrumbamiento de Bridges
Tras el poco éxito de su primer LP, Bridges se puso a trabajar en su siguiente álbum, Poem, pero fue finalmente cancelado. Øystein Jevanord y Viggo Bondi abandonan el grupo y Mags y Pål comienzan a buscar un vocalista. Es en esa instancia que dan con un conocido de Magne, Morten Harket, vocalista (en ese momento) del grupo Soldier Blue. Mags y Pål le ofertan el papel de vocalista, pero Morten lo rechaza.
Entonces, Mags y Pål se trasladan a Inglaterra para probar suerte. Pero después de seis meses sin éxito regresan a Noruega para convencer a Morten de que se una a ellos como cantante.

### a-ha
Morten acepta ser el vocalista del grupo. Antes de viajar a Inglaterra graban unos "demos" en Noruega. El grupo busca un nuevo nombre para la banda. Finalmente se deciden por "a-ha".
a-ha lanza su álbum debut en 1985. Hunting High And Low el cual resulta ser un éxito, superando en el mundo entero las 8 millones de copias y recibiendo seis premios sobre ocho nominaciones de MTV por sus vídeos Take On Me y The Sun Always Shines On T.V..
a-ha resulta una banda muy exitosa durante los 80.
En los 90 lanzan East Of The Sun, West Of The Moon que todavía resulta ser un éxito. Pero en 1993 lanzan Memorial Beach, un álbum que se alejaba del estilo de a-ha. El grupo entra en decadencia y en 1994 se separan.

### Carrera solista
Tras el derrumbamiento de a-ha, Magne emprende una carrera solística. Ésta consiste en proyectos musicales y arte.
Magne forma junto a Kjetil Bjerkestrand el grupo Timbersound. Más adelante recibirán la colaboración del cantante sueco Freddie Wadling. Timbersound se dedicó a la música para películas. En 1994 Magne y Kjetil pusieron música a la película Ti Kniver I Hjertet (Cross My Heart And Hope To Die en inglés). Posteriormente, en 1997, compusieron la música de la serie Hotel Oslo. En este álbum aparece or primera vez Freddie Wadling que, entre otros temas, canta un dueto con la vocalista de Bel Canto, Anneli Drecker, We'll Never Speak Again. En 1998, Timbersound compone su última banda sonora, Hermetic para la película 1732 Høtten (Bloody Angels en inglés).
En 1998 Magne se reúne con Morten Harket y su amigo Pål en el Concierto del Premio Nobel de la Paz. Tras este encuentro se anuncia el retorno del grupo y el lanzamiento de un álbum.
Así, en el 2000 Magne aparece en el disco Minor Earth, Major Sky de nuevo bajo el nombre de "a-ha". Sin embargo el retorno de a-ha no supone el fin de la carrera solista de Magne, sino que se ve fuertemente potenciada desde el retorno de la banda.
En 2001 Magne lanza el álbum Dragonfly, banda sonora de la película Øyenstikker. A pesar de ser su primer trabajo como solista, todos los temas, excepto el primero, están compuestos por él junto a Kjetil Bjerkestrand. El álbum es un trabajo instrumenal, excepto el tema Dragonfly en el que se escucha a Magne como vocalista principal (aunque anteriormente tenía una canción como vocalista principal con a-ha, The Way We Talk, del álbum East Of The Sun, West Of The Moon).
Ocupado en el siguiente álbum de a-ha, Lifelines (2002), Magne no vuelve a sacar otro disco hasta 2004. Éste ya no es una banda sonora sino primer álbum de estudio propio, Past Perfect Future Tense (contó con colaboraciones de Guy Berryman & Will Champion de Coldplay y Andy Dunlop de Travis ).
Magne tardará mucho en volver a sacar otros disco solista, pero en enero de 2008 aparece con su nuevo trabajo A Dot Of Black In The Blue Of Your Bliss. Para este álbum Magne dice "haberse decidido por la calidad antes que la cantidad".
Además de los conciertos con a-ha, Magne ha liderado sus propias apariciones solistas, normalmente conciertos cortos. Estos son: "Meltdown" con Petter Molvaer y Minus Group en Lillehammer, 2004; "Carnegie Art Award" en Kunstnernes Hus, 2004: "Payne's Gray Performance" en Henie Onstad Art Center, 2004; "Gap Hanoi" en el Goethe Institute, Hanói, 2004; y "Scrabble Performance" en el Punkt Festival, 2007.
Magne también se dedica al arte. Trabaja sobre lienzos, cerámica y vidrio, entre otros. 
Además engloba varios proyectos (el último "Climax", una estatua de cartas de aluminio para el Nobel Peace Center en 2007) y numerosas exhibiciones.
Las exhibiciones son: "Kutt", 1995; "Credit" en Kunstverket, 1998; "Pincette" en Kunstverket, 2001; "Foci" en Lillehammer Art Museum, 2004; "Stjerneskutt" en Kunstverket, 2004; "Payne's Gray" en el Henie Onstad Art Center, 2004; "Timothy Everest", 2005; "Building Ruins", Norwegian Graphics Union, 2005; "Monologues", Galleri Trafo, 2007.
El año 2010 presenta el disco " We are here" junto a la agrupación  Apparatjik, compuesta por Guy Berryman (Coldplay), Jonas Bjerre (MEW)
Todas las exhibiciones, proyectos y más cosas pueden ser vistas en la web oficial de arte de Magne: http://www.magnef.org/ Archivado el 7 de mayo de 2021 en Wayback Machine..

## Discografía

### En solitario
| Año  | Título                                   | Compañía discográfica           |
| ---- | ---------------------------------------- | ------------------------------- |
| 2004 | Past Perfect Future Tense                | Passionfruit/Universal Music    |
| 2008 | A Dot of Black in the Blue of Your Bliss | Passionfruit / Genepool Records |
| 2019 | White Xmas Lies                          | Drabant Music                   |

### Bridges
| Año  | Título    | Compañía discográfica    |
| ---- | --------- | ------------------------ |
| 1980 | Fakkeltog | Våkenatt                 |
| 2018 | Våkenatt  | Rockhem Musical Archives |

### A-ha
| Año  | Título                            | Compañía discográfica |
| ---- | --------------------------------- | --------------------- |
| 1985 | Hunting High and Low              | Warner Bros. Records  |
| 1986 | Scoundrel Days                    | Warner Bros. Records  |
| 1988 | Stay on These Roads               | Warner Bros. Records  |
| 1990 | East of the Sun, West of the Moon | Warner Bros. Records  |
| 1993 | Memorial Beach                    | Warner Bros. Records  |
| 2000 | Minor Earth Major Sky             | Warner Bros. Records  |
| 2002 | Lifelines                         | Warner Bros. Records  |
| 2005 | Analogue                          | Universal Music       |
| 2009 | Foot of the Mountain              | Universal Music       |
| 2015 | Cast in Steel                     | Universal Music       |

### Timbersound
| Año  | Título              | Compañía discográfica |
| ---- | ------------------- | --------------------- |
| 1994 | Ti Kniver I Hjertet | Warner Bros. Records  |
| 1997 | Hotel Oslo          | Norsk Plateproduksjon |
| 1998 | Hermetic            | Rune Grammofon        |
| 2001 | Dragonfly           | Warner Music Norway   |

### Apparatjik
| Año  | Título                     | Compañía discográfica |
| ---- | -------------------------- | --------------------- |
| 2010 | We Are Here                | Metamerge Un Ltd.     |
| 2011 | Square Peg in a Round Hole | Metamerge Un Ltd.     |